# Jerome Ngom Mbekeli
 (août 2025).
Jerome Ngom Mbekeli, né le 30 septembre 1998 à Yaoundé, est un footballeur international camerounais qui joue au poste d'attaquant au Sheriff Tiraspol.

## Biographie

### Carrière en club
Jerome Ngom Mbekeli est formé par l'APEJES au Cameroun, où il commence sa carrière professionnelle en 2016, jouant deux saisons en Elite One avant d'aller jouer avec le club de Vyškov en Tchéquie. Il joue après en USL avec les Rangers de Swope Park, l'équipe réserve du Sporting de Kansas City,,. Il joue ensuite avec une autre équipe de USL Championship, le Loyal de San Diego, avant de retourner jouer dans son pays natal avec son club formateur,,.

### Carrière en sélection
En mai 2022, Jerome Ngom Mbekeli est convoqué pour la première fois avec l'équipe nationale du Cameroun. Il honore sa première sélection le 4 septembre 2022, à l'occasion d'un match de qualification à la CHAN contre la Guinée équatoriale. Il est titulaire lors de la victoire 2-0 de son équipe qui la qualifie pour les phases finales.
Le 9 novembre 2022, Jerome Ngom Mbekeli est sélectionné par Rigobert Song dans le groupe de 26 joueurs du Cameroun pour la Coupe du monde 2022,. Ce même jour, il connait sa première titularisation lors du match amical contre la Jamaïque pour préparer la compétition.